# Stazione di Trieste Centrale
La stazione di Trieste Centrale è lo scalo ferroviario principale di Trieste. È una stazione di testa, terminale per le linee dirette a Venezia, Udine, Vienna e per la linea di circonvallazione che la collega allo scalo di smistamento di Trieste Campo Marzio.

## Storia

### L'apertura e i primi anni d'esercizio
La stazione venne inaugurata il 27 luglio 1857 alla presenza dell'Imperatore austriaco Francesco Giuseppe quale capolinea della linea ferroviaria Trieste-Vienna, progettata dall'ingegner Carlo Ghega.

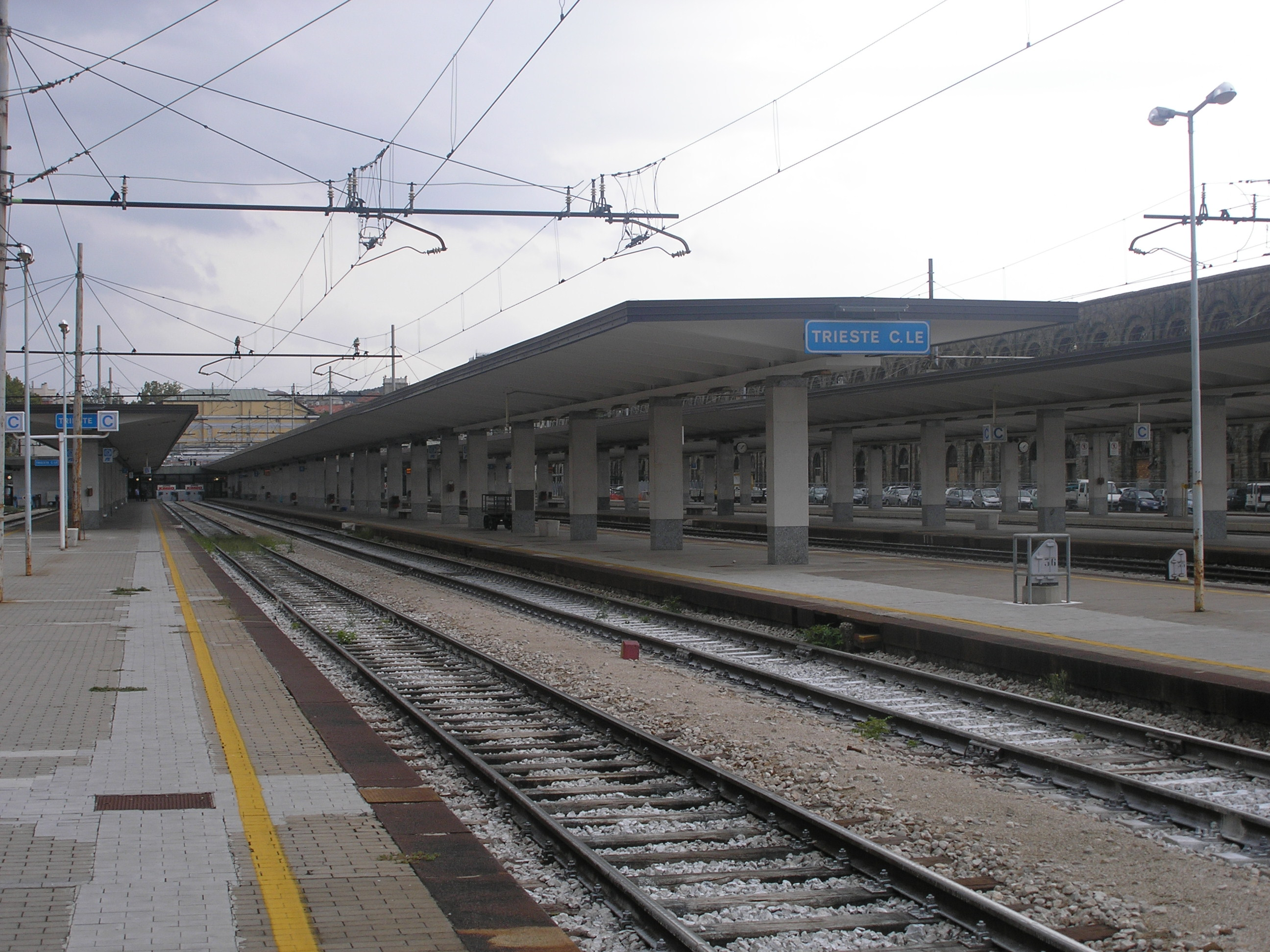
Il piazzale binari della stazione

La posa della prima pietra, alla presenza dell'Imperatore Francesco Giuseppe avvenne il 14 maggio 1850, per quella che fin dall’inizio si preannunciava come un’opera colossale, la costruzione della linea ferroviaria che collegava Trieste a Vienna, della stazione, l'interramento di un grande tratto di mare e la demolizione di alcuni edifici tra cui l’Istituto dei poveri (1818) e il macello civico (1790), cambiando radicalmente l’assetto urbanistico di una parte della città.
Come la linea, l'impianto ferroviario fu esercito inizialmente dalla Imperial-Regia Ferrovia di Stato meridionale (K.k. Südliche Staatsbahn) per poi passare nel corso del 1858, in seguito della crisi finanziaria che aveva colpito l'Impero austro-ungarico alla compagnia ferroviaria privata Imperial-regia privilegiata società delle ferrovie meridionali, storicamente nota come Südbahn, facente capo alla famiglia Rotschild, fino alla prima guerra mondiale. La Südbahn diede anche il nome alla lunga linea ferroviaria, battezzata originariamente come linea dell'Arciduca Giovanni d’Asburgo-Lorena.

### Il nuovo fabbricato viaggiatori
Nei suoi primi anni di vita, la stazione era dotata di un modesto fabbricato. Lo sviluppo estremamente veloce dei traffici mercantili e commerciali e, con essi, della città, portò alla decisione di sostituire l'originale costruzione. Inoltre la prima stazione si trovava 10 metri più in alto del porto, decisione presa in ottemperanza alle disposizioni doganali, il che ostacolava notevolmente le operazioni di carico-scarico. Gli ultimi due chilometri della linea vennero perciò deviati su di un nuovo percorso, il piano della stazione abbassato al livello portuale, e fu progettato dall'architetto Wilhelm von Flattich un nuovo, più elegante e ricco edificio in stile neo-rinascimentale che aveva nel monumentale atrio, successivamente denominato sala Reale, e nel maestoso hangar vetrato le sue caratteristiche più pregevoli. Per la realizzazione del nuovo fabbricato è stata necessaria la demolizione, nel 1869 del Lazzaretto Santa Teresa e nel 1873 vennero iniziati i lavori per l’ampliamento della stazione la cui inaugurazione avvenne il 19 giugno 1878 alla presenza dell'Imperatore Francesco Giuseppe. I lavori di ampliamento vennero completati solo nel 1888.
Il complesso della stazione era costituito dal fabbricato passeggeri e da altri due edifici; la cosiddetta “Casa del ferroviere” e la rimessa semicircolare, demoliti negli anni settanta.
L'edificio è composto da un corpo centrale a due piani con accesso principale su Piazza Libertà e secondari su Viale Miramare e su Via Flavio Gioia. La facciata principale, ad intonaco giallo, presenta un corpo centrale con due torrette laterali che sporgono in fuori.
Il piano terra è articolato in cinque aperture ad arco a tutto sesto; a protezione dell’ingresso principale si trova una pensilina in ferro. Il secondo piano è composto da finestre e colonne di ordine ionico, che si aprono su dei finti balconi a balaustra, mentre al di sopra spiccano dei rilievi decorativi in pietra. Le torrette laterali, marcate agli angoli da conci di pietra, sono dotate di finestre decorate con un timpano triangolare.
Nel 1887, le Ferrovie di Stato austriache (kkStB), per ridurre la propria dipendenza dalla rete della Südbahn, aprirono una linea ferroviaria che dal nuovo porto triestino giungeva alla stazione di Erpelle-Cosina sulla ferrovia Istriana dotando la città di una seconda stazione, denominata Trieste Sant'Andrea. Le due stazioni furono raccordate da un binario che nei progetti iniziali doveva essere una soluzione provvisoria: la linea delle Rive.
Con l'apertura della ferrovia Transalpina nel 1906, la stazione di Sant'Andrea fu sostituita da un nuovo impianto, più capiente, che assunse la denominazione di Trieste stazione dello Stato (in tedesco, Triest Staatsbahnhof). L'impianto della linea Meridionale fu identificato come Trieste stazione della Meridionale o Trieste Meridionale (in tedesco, Triest Südbahnhof).
Dopo la prima guerra mondiale ed il trattato di Saint Germain, la stazione passò in gestione alle Ferrovie dello Stato (FS).

### La stazione nel terzo millennio
I lavori conclusi nel 2007 consentirono il completo recupero dell'antico accesso al viale Miramare attraverso la sala Reale.

## Strutture e impianti
La stazione, gestita da Rete Ferroviaria Italiana, è dotata di un fabbricato viaggiatori che ospita la sede Polfer, uffici di Trenitalia e la dirigenza movimento. Sono presenti altresì un supermercato, una chiesa cattolica e altri esercizi commerciali, oltre che una nuova sala destinata ai passeggeri delle Frecce.
Essendo stazione terminale, Trieste Centrale è dotata di dieci binari tronchi, otto adibiti al servizio passeggeri, serviti da quattro banchine e due restanti binari per movimenti di manovra. Nel 2009 fu inaugurato il terminal per il trasporto d'auto al seguito. Inoltre sono presenti numerosi binari tronchi, usati come deposito dei treni non in servizio. La stazione è dotata di una rimessa locomotive e di officine.
Da qui parte anche un collegamento con il porto di Trieste.

## Movimento
La stazione è servita da collegamenti a lunga percorrenza e da servizi regionali, questi ultimi svolti da Trenitalia nell'ambito del contratto di servizio con la Regione Friuli-Venezia Giulia.

## Servizi
Per quanto riguarda i servizi rivolti alle persone a ridotta mobilità, quella di Trieste Centrale è una delle quattordici stazioni master nazionali e dunque ospita una "sala blu", luogo in cui opera personale specializzato per l'assistenza a tali utenti e in cui si organizza, si coordina e si sovrintende alla gestione dei servizi a loro rivolti.
La stazione dispone di:
- Bar
- Biglietteria a sportello
- Biglietteria automatica
- Deposito bagagli con personale
- Negozi
- Posto di Polizia ferroviaria
- Ristorante
- Sala d'attesa
- Servizi igienici (a pagamento)
- Supermercato

## Interscambi
È presente un interscambio con linee di autobus dirette verso paesi limitrofi e verso le vicine Slovenia, Croazia e Serbia. Inoltre la società Trieste Trasporti con i bus della linea 39 collega Trieste Centrale con la stazione di Villa Opicina, dove terminano i treni delle Ferrovie slovene per Lubiana.
Durante buona parte del Novecento l'area antistante la stazione ospitava altresì un importante capolinea della rete tranviaria di Trieste.
- Fermata autobus
- Stazione taxi